# Здание Банка ПКО (Краков, Главная рыночная площадь)
Здание Банка ПКО (пол. Budynek Banku Pekao) — историческое здание, историческо-архитектурный памятник, находящийся на Главной рыночной площади, 31 в краковском районе Старый город, Польша. Здание внесено в реестр охраняемых памятников Малопольского воеводства.
Здание было построено в 1913 году на месте стоявшего на этом месте и снесённого двумя годами ранее Дома Тенчера. В средние века этот дом принадлежал семейству Тенчеров, которые были оружейниками, каменщиками и скорняками. В 1770 году в Доме Тенчера Мария Сендраковская основала одно из первых кафе в Кракове.
8 ноября 1990 здание было внесено в реестр памятников культуры Малопольского воеводства (№ А-867).
В настоящее время в здании располагается филиал банка «PKO Bank Polski», от которого оно взяло своё наименование.